# 福岡大学ラグビー部
福岡大学ラグビー部（ふくおかだいがくラグビーぶ、Fukuoka Univ Rugby Football Club）は九州学生ラグビーフットボールリーグ（以下：九州学生ラグビーリーグ）に所属する福岡大学のラグビー部。略称は福大（ふくだい）。

## 概要
1934年に創部され、2009年度までに全国大学選手権には21回の出場を誇り、2003年度には日本選手権へ出場した。加えて全国地区対抗大学ラグビーフットボール大会では5度の優勝を果たしている。
2000年代に入って復権した福岡工業大学とは長くリーグ戦でライバル関係にあるが、2010年代になると、九州共立大学や日本文理大学など新興勢力も台頭している。

## 監督
- 西浦達吉（元コカ・コーラウエストラグビー部）

## 主な在籍選手
- 高田涼(主将、石見智翠館高校)
- 横尾渉馬(副将、大津緑洋高校)

## 主なＯＢ
- 藤田雄一郎（東福岡高校-福岡大学-JR九州）　　 東福岡高校監督
- 山本俊嗣（糸島高校-福岡大学-サントリー）　　　　　　　日本代表　181cm 80kg
- 西浦達吉（都城泉ケ丘高校-福岡大学-コカコーラＷＪ)　　 日本代表　176cm 115kg
- 平島久照（熊本西高校-福岡大学-神戸製鋼）　　　　　　　日本代表　180cm 112kg
- 上田泰平（中村三陽高校-福岡大学-ホンダ）　　　　　　　日本代表・7人制日本代表　180cm 90kg
- 桑水流裕策（鹿児島工業高校-福岡大学-コカコーラＷＪ）　日本代表・7人制日本代表・日本Ａ代表　189cm 100kg
- 築城康拓（東福岡高校-福岡大学-コカコーラＷＪ）　　　　九州代表　170cm 76kg
- 上本茂基（北九州高校-福岡大学-コカコーラＷＪ）　　　　7人制日本代表　175cm 90kg
- 築城昌拓（福岡西陵高校-福岡大学-コカコーラＷＪ）　　　7人制日本代表・日本選抜・日本Ａ代表　177cm 90kg
- 渡辺正善（佐土原高校-福岡大学-サニックス） 　　　　 　九州代表　189cm 95kg
- 井上敬浩（高鍋高校-福岡大学-九州電力）　　　　　　　　19歳以下日本代表 185cm 95kg
- 加藤誠央（萩商工高校-福岡大学-九州電力）　　　　　　　　7人制日本代表 176cm 88kg
- 花田広樹（東福岡高校-福岡大学-コカコーラＷＪ）　7人制日本選抜 184cm 96kg
- 草野可凛（福工大附属城東高校-福岡大学-アザレア・セブン） 　157cm 62kg
- 梶本聖一郎（福岡西陵高校-福岡大学-サニックス） 　171cm 84kg

## タイトル
- 日本ラグビーフットボール選手権大会 : 0回 （出場1回）
- 全国大学ラグビーフットボール選手権大会 : 0回 （出場24回）
- 全国地区対抗大学ラグビーフットボール大会 : 5回 （出場14回）
  - 優勝：1968、1970、1975、1978、2003

※年は全て年度。

## 主な成績
- 2003年 準優勝
- 2004年 優勝
- 2005年 優勝
- 2006年 優勝
- 2007年 優勝
- 2008年 優勝
- 2009年 優勝
- 2010年 優勝
- 2011年 準優勝
- 2012年 3位
- 2013年 4位
- 2014年 3位
- 2015年 3位

## 所在地
福岡県福岡市城南区七隈8-19-1